# Agrilus caudicula
Agrilus caudicula (лат.) — вид узкотелых жуков-златок.

## Распространение
Китай.

## Описание
Длина узкого тела взрослых насекомых (имаго) 4,3—5,6 мм. Отличаются вершинами надкрылий с шовным ободком, выступающим в виде короткого шипика, одноцветной зеленоватой окраской, крупными глазами. Близок к виду Agrilus foramenifer. Переднегрудь с воротничком. Боковой край переднеспинки цельный, гладкий. Глаза крупные, почти соприкасаются с переднеспинкой. Личинки предположительно развиваются на различных лиственных деревьях. Встречены с мая по июнь. Вид был впервые описан в ходе ревизии, проведённой в 2011 году канадскими колеоптерологами Эдвардом Йендеком (Eduard Jendek) и Василием Гребенниковым (Оттава, Канада).